# Venicons
|  | No s'ha de confondre amb Vennicnii. |

Els venicons (en llatí: venicones, en grec antic Οὐενίκωνες) eren un poble celta de la costa oriental del nord de Britànnia (l'anomenada Britànnia Bàrbara) al sud de l'estuari del Tuaesis (Murray Frith) a la regió d'Aberdeen. Només els menciona Claudi Ptolemeu l'any 150. Va explicar que la ciutat més important d'aquest poble era Orrea, que s'ha identificat amb el fort romà Horrea classis, situat, sembla, a uns 10 quilòmetres de la ciutat de Dundee.